# Seuillet
Seuillet é uma comuna francesa na região administrativa de Auvérnia-Ródano-Alpes, no departamento Allier. Estende-se por uma área de 9,87 km². Em 2010 a comuna tinha 515 habitantes (densidade: 52,2 hab./km²).